# Súng cối Mallet
Súng cối Mallet là một loại súng cối công / vây thành ở Anh, được đúc cho cuộc chiến Krym (nhưng chưa bao giờ được sử dụng).
Thiết kế bởi Robert Mallet. Khẩu súng này được đúc thành từng phần riêng để có thể dễ dàng vận chuyển.
Robert Mallet lần đầu tiên công bố bản thiết kế của mình vào năm 1854. Sau đó không có nhiều phản ứng tích cực từ phía chính quyền mãi đến khi Mallet viết một bức thư cho Lord Palmerston vào tháng 3 năm 1855, người mà sau này trở thành thủ tướng. Palmerston thích ý tưởng của Mallet. Ông đã chỉ thị Board of Ordnance sắp xếp đúc hai cái súng cối theo mẫu này .
Thames Ironworks and Shipbuilding Company thắng thầu với mức giá £4,300 cho mỗi khẩu . Một thời gian không lâu sau, công ty này bị phá sản, dẫn đến việc đúc các khẩu súng bị chia ra cho ba hãng khác nhau, với mục tiêu hoàn tất vào tháng 3 năm 1857 .
Thử nghiệm đầu tiên được tiến hành ngày 19 tháng 10 năm 1857,  các thử nghiệm sau lần lượt vào ngày 18/12/1857, 21/07/1858 và 28/07/1858 , đều kết thúc với việc khẩu súng thử nghiệm bị hư hại . Tổng cộng có 19 viên đạn cối được bắn với tốc độ 4 viên / giờ .
Khối lượng đạn khoảng từ 2.352 đến 2.940 pound (1.067 đến 1.334 kg) . Trong cuộc thử nghiệm với khối lượng thuốc nổ 80 pound, người ta cho bắn các viên đạn nhẹ hơn, ra xa 2,759 yards (2,523 m), thời gian bay 23 giây .
Cả hai khẩu Mallet hiện thuộc quyền sở hữu của bảo tàng Royal Armouries, bảo tàng vũ khí và giáp giới lớn nhất nước Anh.
Khẩu Mallet dùng trong cuộc thử nghiệm hiện được Royal Artillery mượn và được đặt tại đường Repository, đối diện với một căn cứ quân sự tại Woolwich, trong khi khẩu còn lại (khẩu chưa được bắn) hiện được trưng bày tại bảo tàng Royal Armouries Pháo đài Nelson gần Portsmouth .